# 佐世保市立東明中学校
佐世保市立東明中学校（させぼしりつ とうめいちゅうがっこう）は、長崎県佐世保市江上町にある公立の中学校。

## 概要
歴史
1968年（昭和43年）に佐世保市針尾島にあった市立中学校2校（江上中学校・針尾中学校）が統合されて開校。2018年（平成30年）に創立50周年を迎えた。
校区
住所表記で佐世保市の後に「江上町、指方町、ハウステンボス町（一部）、有福町（一部）、針尾東町、針尾中町、針尾西町、針尾北町」が続く地域。小学校区は佐世保市立江上小学校・佐世保市立針尾小学校。
校訓
「明るく すなおで たくましく」
校章
校歌
1969年（昭和44年）に制定。作詞は中嶋英治、作曲は北野昇三による。歌詞は3番まであり、1番に校名の「東明」が登場する。

## 沿革
旧・佐世保市立江上中学校
- 1947年（昭和22年）
  - 4月1日 - 学制改革（六・三制の実施）が行われる。
    - 旧・江上村国民学校の初等科が「江上村立江上小学校」となる。
    - 旧・江上村国民学校の高等科が江上青年学校の普通科とともに改組され「江上村立江上中学校」（新制中学校）が発足。初代校長に高橋福繁が就任。

  - 4月23日 - 旧・江上青年学校の校舎（北緯33度6分31秒 東経129度46分44.3秒 / 北緯33.10861度 東経129.778972度）を仮校舎として授業を開始。
  - 12月1日 - 旧・軍施設跡（北緯33度6分56.3秒 東経129度47分30.3秒 / 北緯33.115639度 東経129.791750度）[2]に移転。
- 1949年（昭和24年）9月 - 長崎県立川棚高等学校江上分校[3]が併設される。
- 1951年（昭和26年）4月 - 長崎県立川棚高等学校江上分校[3]との併設を解消。
- 1955年（昭和30年）4月1日 - 江上村が佐世保市に編入されたことにより「佐世保市立江上中学校」に改称。
- 1960年（昭和35年）
  - 1月 - 校舎2教室を増築。
  - 8月 - 運動場を整備。
- 1968年（昭和43年）
  - 3月31日 - 統合により閉校。
  - 4月1日 - 統合校舎が完成するまでの間、「佐世保市立東明中学校 江上校舎」として校地・校舎の使用が継続される。

旧・佐世保市立針尾中学校
- 1947年（昭和22年）
  - 4月1日 - 学制改革（六・三制の実施）が行われる。
    - 旧・崎針尾村国民学校の初等科が「崎針尾村立崎針尾小学校」となる。
    - 旧・崎針尾村国民学校の高等科が崎針尾青年学校の普通科とともに改組され「崎針尾村立崎針尾中学校」（新制中学校）が発足。初代校長に中里進が就任。

  - 4月22日 - 崎針尾小学校において開校式を挙行。授業を開始。
- 1948年（昭和23年）10月15日 - 旧・佐海航送信所跡に移転。
- 1952年（昭和27年）1月 - 校歌を制定。
- 1955年（昭和30年）4月1日 - 崎針尾村が佐世保市に編入されたことにより「佐世保市立針尾中学校」に改称。
- 1973年（昭和38年）7月 - 校旗を制定。
- 1968年（昭和43年）
  - 3月31日 - 統合により閉校。
  - 4月1日 - 統合校舎が完成するまでの間、「佐世保市立東明中学校 針尾校舎」として校地・校舎の使用が継続される。

統合・佐世保市立東明中学校
- 1968年（昭和43年）
  - 4月1日 - 上記2校が統合され、「佐世保市立東明中学校」が創立。初代校長には江上中学校最後の校長・大栗尚文が就任。
    - 統合校舎が完成するまでの間、それぞれの校舎を「江上校舎」・「針尾校舎」と称して使用を継続。

  - 12月 - 新校旗を制定。
- 1969年（昭和44年）
  - 2月 - 校歌を制定。
  - 3月 - 統合新校舎（本館）が完成し、全生徒を収容。江上校舎と針尾校舎を廃止。
- 1970年（昭和45年）3月 - 特別教室棟が完成。
- 1971年（昭和46年）2月 - 体育館・プールが完成。
- 1980年（昭和55年）12月 - 運動場を整備。
- 1992年（平成4年）1月 - コンピュータ室を設置。
- 1993年（平成5年）3月 - クラブハウス（部室）が完成。
- 2012年（平成24年）3月 - 新体育館が完成。
- 2013年（平成25年）
  - 3月 - 新プールが完成。
  - 9月 - 完全給食を開始。

## 部活動
運動部
- 軟式野球部（男）
- バレーボール部
- 陸上競技部
- 卓球部
- バドミントン部（女）
- ソフトテニス部
- 総合運動部

文化部
- 美術部

## 交通アクセス
最寄りのバス停
- 西肥バス「東明中学校」バス停

最寄りの幹線道路
- 国道202号
- 長崎県道141号ハウステンボス線

## 周辺
- 平松神社
- 江上郵便局
- 佐世保市役所江上支所
- 佐世保市立江上小学校